# Kunratice u Frýdlantu (nádraží)
Kunratice u Frýdlantu jsou bývalá železniční stanice na zrušené úzkorozchodné trati, která spojovala Frýdlant s Heřmanicemi. Stanice byla situována na jihozápadním okraji obce Kunratice, od níž je oddělena silnicí III/03511. Při svém zprovoznění (v roce 1900) byla dvojkolejná a za druhé koleje navíc odbočovala manipulační kolej ke skladišti. Všechny výhybky a manipulační kolej byly na přelomu let 1968 a 1969 sneseny a zbouralo se i dřevěné skladiště s rampou. Stát zůstala pouze přijímací budova s dopravní kanceláří,čekárnou a bytem. Západně od této budovy byly zbudovány záchody pro cestující a na východní straně staniční budovy došlo k vyhloubení studny.
Po ukončení železničního provozu v roce 1976 byla budova prázdná. V osmdesátých letech sloužila budova jako dětská (pionýrská) klubovna. Dnes je objekt v soukromém vlastnictví a slouží k bydlení.